# Chalepoxenus spinosus
Chalepoxenus spinosus là một loài kiến thuộc họ Formicidae. Đây là loài đặc hữu của Kazakhstan.